# Округ Њутон (Индијана)
Округ Њутон (енгл. Newton County) је округ у америчкој савезној држави Индијана.

## Демографија
По попису из 2010. године број становника је 14.244, што је 322 (-2,2%) становника мање 2000. године.
| Група             | 2000.          | 2010.          |
| Белци             | 13.947 (95,8%) | 13.296 (93,3%) |
| Афроамериканци    | 25 (0,2%)      | 56 (0,4%)      |
| Азијати           | 32 (0,2%)      | 38 (0,3%)      |
| Хиспаноамериканци | 422 (2,9%)     | 717 (5,0%)     |
| Укупно            | 14.566         | 14.244         |